# 艾施河
艾施河（德语、法语：Eisch）是一条流经比利时和卢森堡的河流，在梅尔施从阿尔泽特河左岸汇入阿尔泽特河。该河流经艾申、霍布沙伊德、塞方丹和马林塔尔。 
该河的几个源头位于塞朗日（比利时）和克莱芒西（卢森堡）。 
艾施河流经卢森堡的部分被非正式地称为“七堡之谷”，因为其流域有七座城堡。 